# 화성 용주사 동종
화성 용주사 동종(華城 龍珠寺 銅鐘)은 경기도 화성시 용주사에 있는 범종이다. 1964년 3월 30일 대한민국의 국보 제120호로 지정되었다.

## 개요
신라 종 양식을 보이는 고려시대 초기에 만들어진 거대한 범종으로, 높이 1.44m, 입지름 0.87m, 무게 1.5t이다.
종 맨 위에는 소리의 울림을 도와 주는 용통이 있고, 고리 역할을 하는 용뉴는 용이 여의주를 물고 두 발로 힘차게 몸을 들어 올리는 형상을 하고 있다. 어깨는 구슬무늬로 테두리를 하고 있는데, 아래 위 서로 어긋나게 반원을 그리고 그 안에 꽃과 구슬무늬을 새긴 넓은 띠를 두르고 있다. 이 띠는 사각형 모양의 유곽과 한 면이 붙어 있다.
4곳의 유곽 안에는 9개의 돌출된 연꽃 모양의 유두가 있는데, 남아 있는 것은 1곳 뿐이다. 종의 몸체 앞뒤에는 비천상을, 좌우에는 삼존상(三尊像)을 두었고, 4곳에는 종을 치는 부분인 당좌를 두었다. 비천상과 삼존상은 모두 구름을 타고 하늘을 나는 모습으로 옷자락이 가볍게 날리고 있다. 종 입구 부분의 넓은 띠는 구슬무늬로 테두리를 하고 어깨띠와는 다르게 덩굴무늬를 두고 있어 이 종의 특징이 되고 있다.
종 몸체에 통일신라 문성왕 16년(854)에 조성된 것이라는 후대에 새긴 글이 있으나, 종의 형태와 문양이 그 시대와 일치되지 않아 학계에서는 고려 전기의 종으로 추정하고 있다. 용통에 약간 금이 가고 유두가 부서진 것 외에는 보존 상태가 좋으며, 조각한 수법이 뛰어나 고려 종의 걸작 중 하나로 손꼽히고 있다.

## 사진

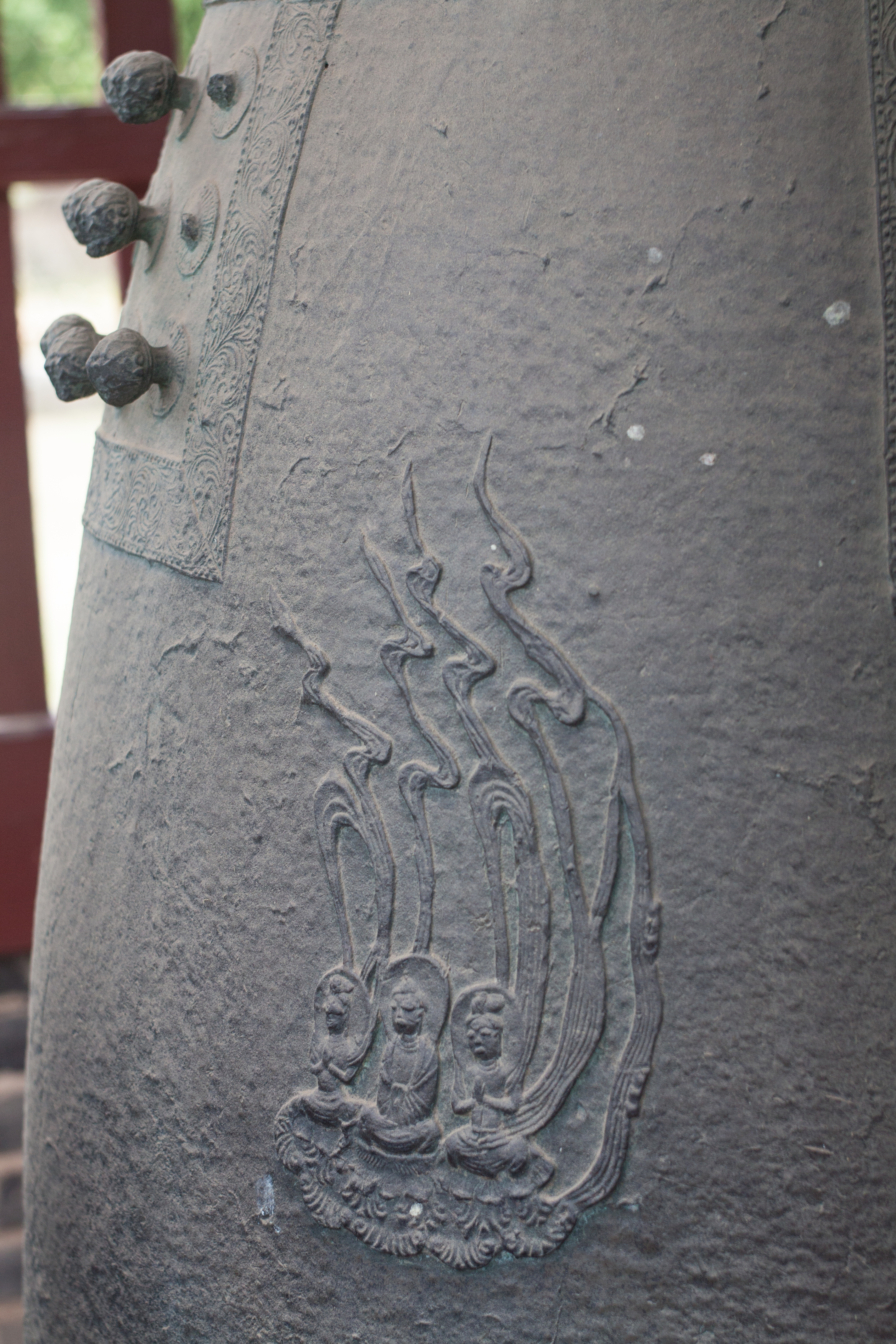
삼존상
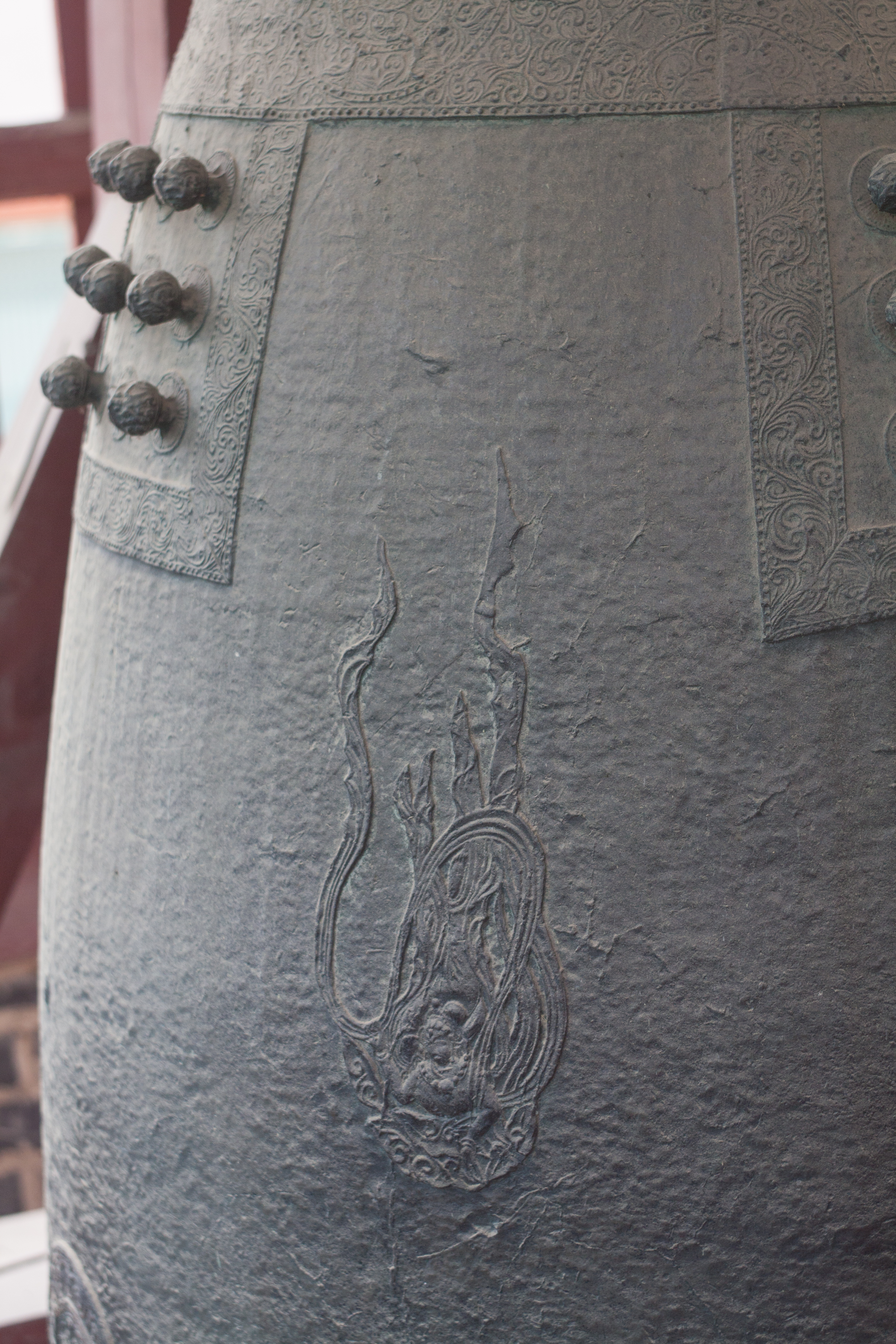
비천상
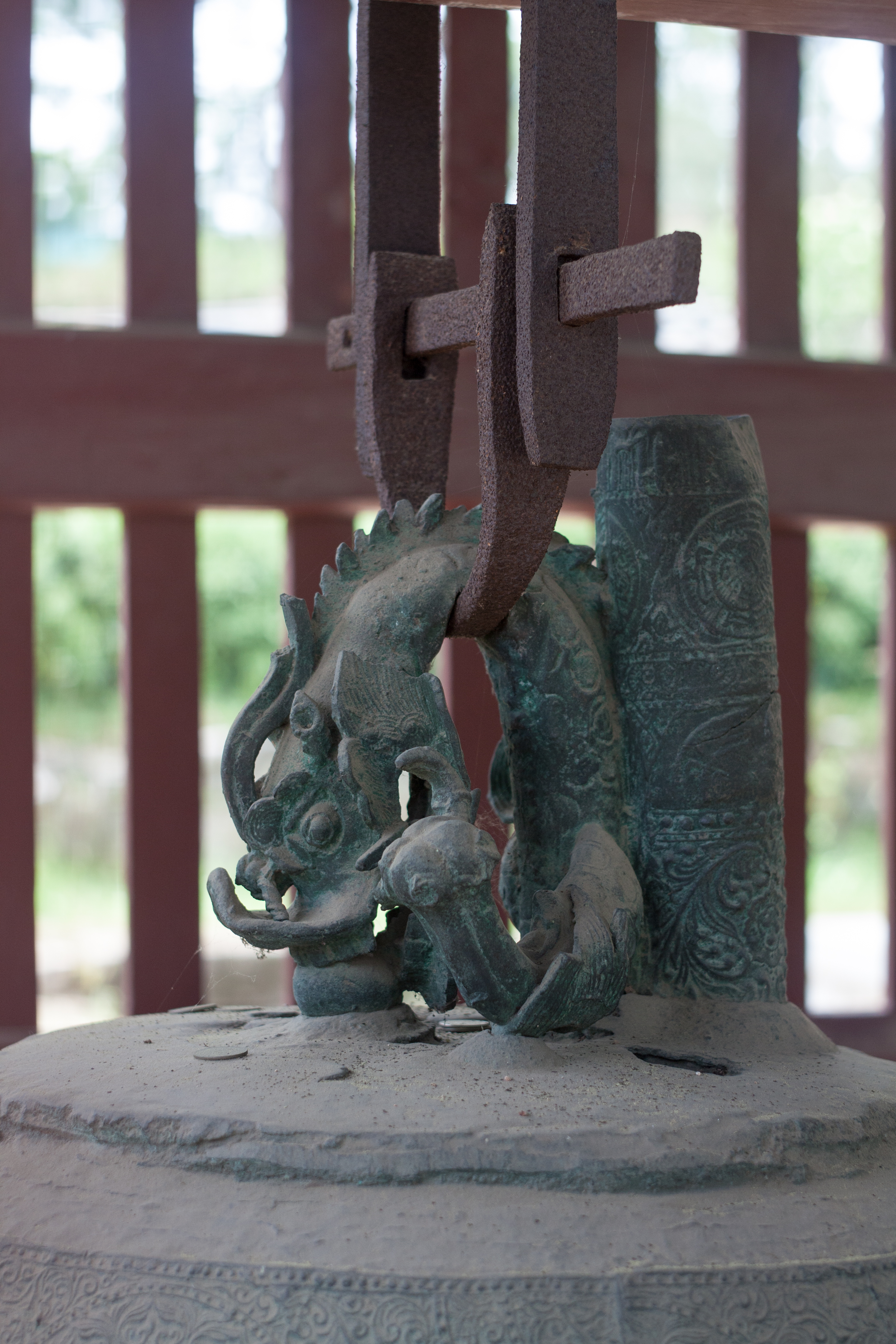
용뉴
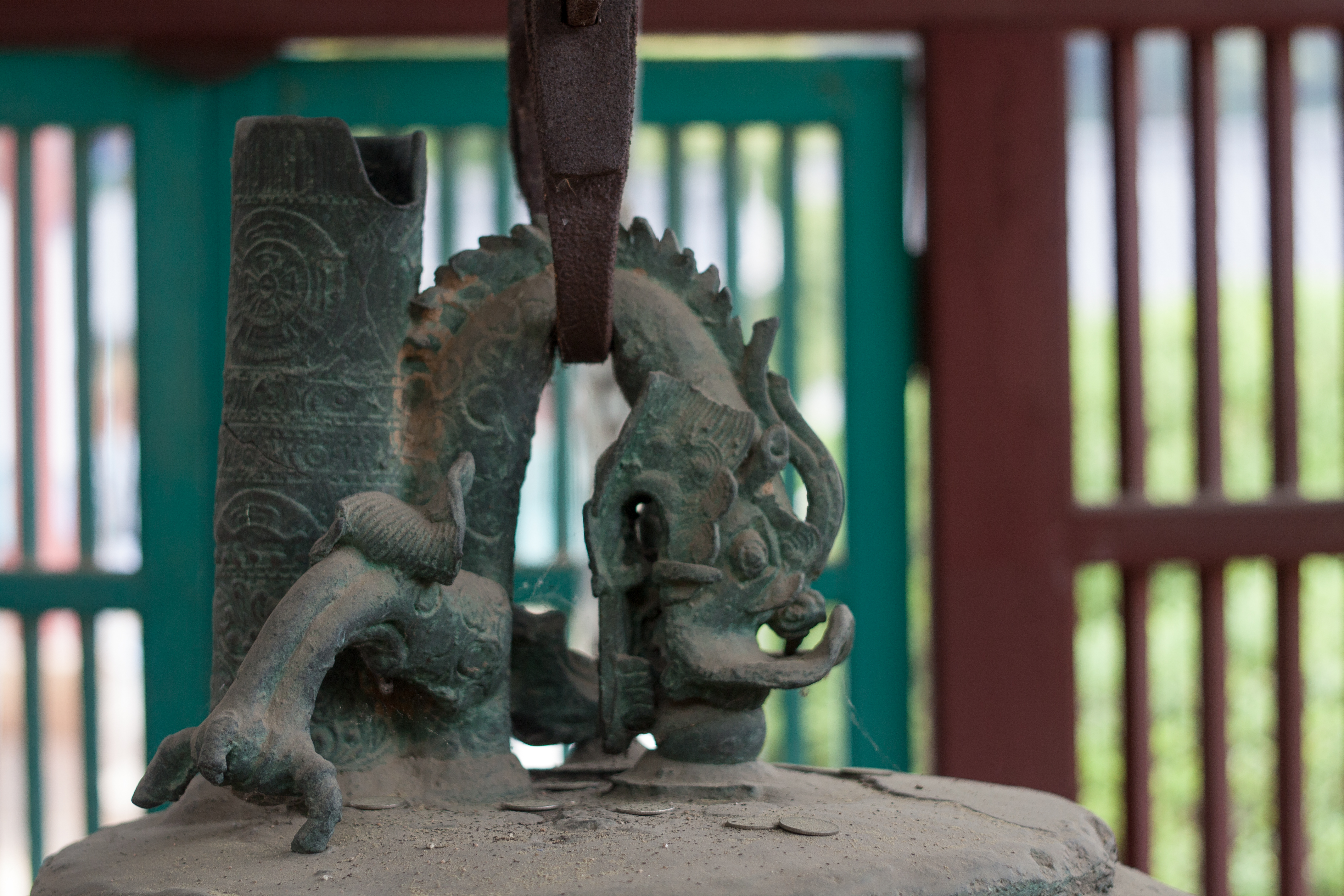
용뉴
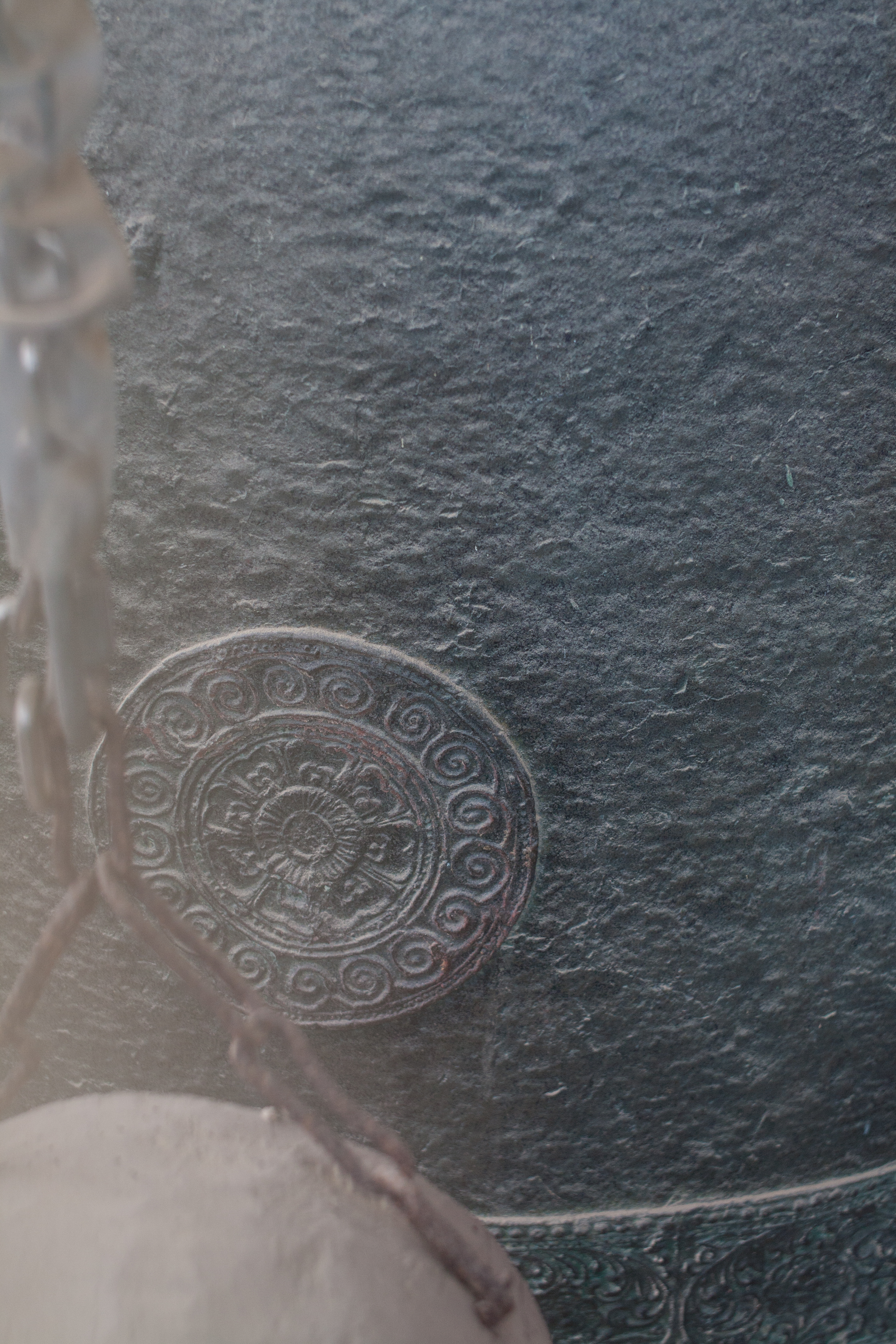
당좌
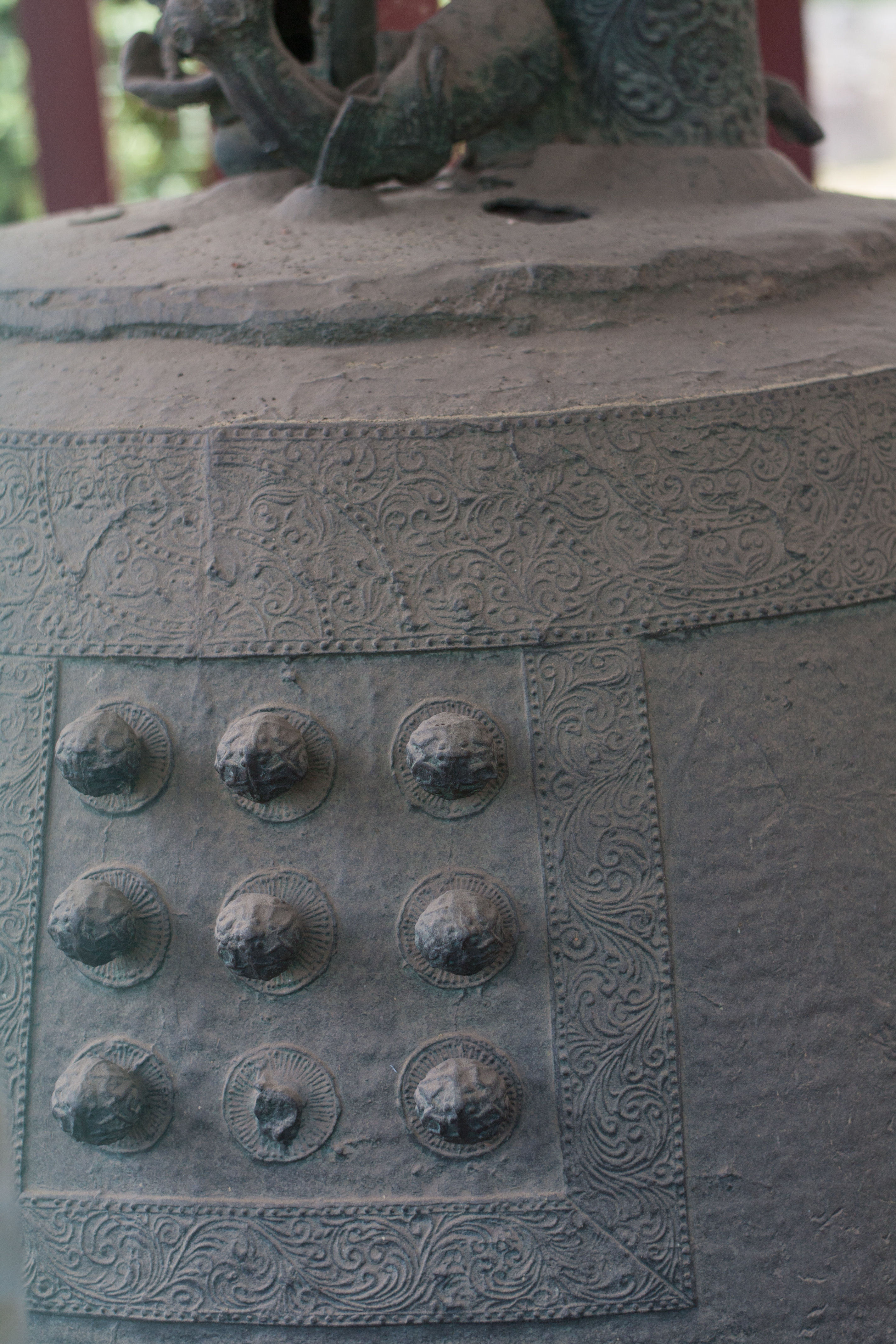
유두
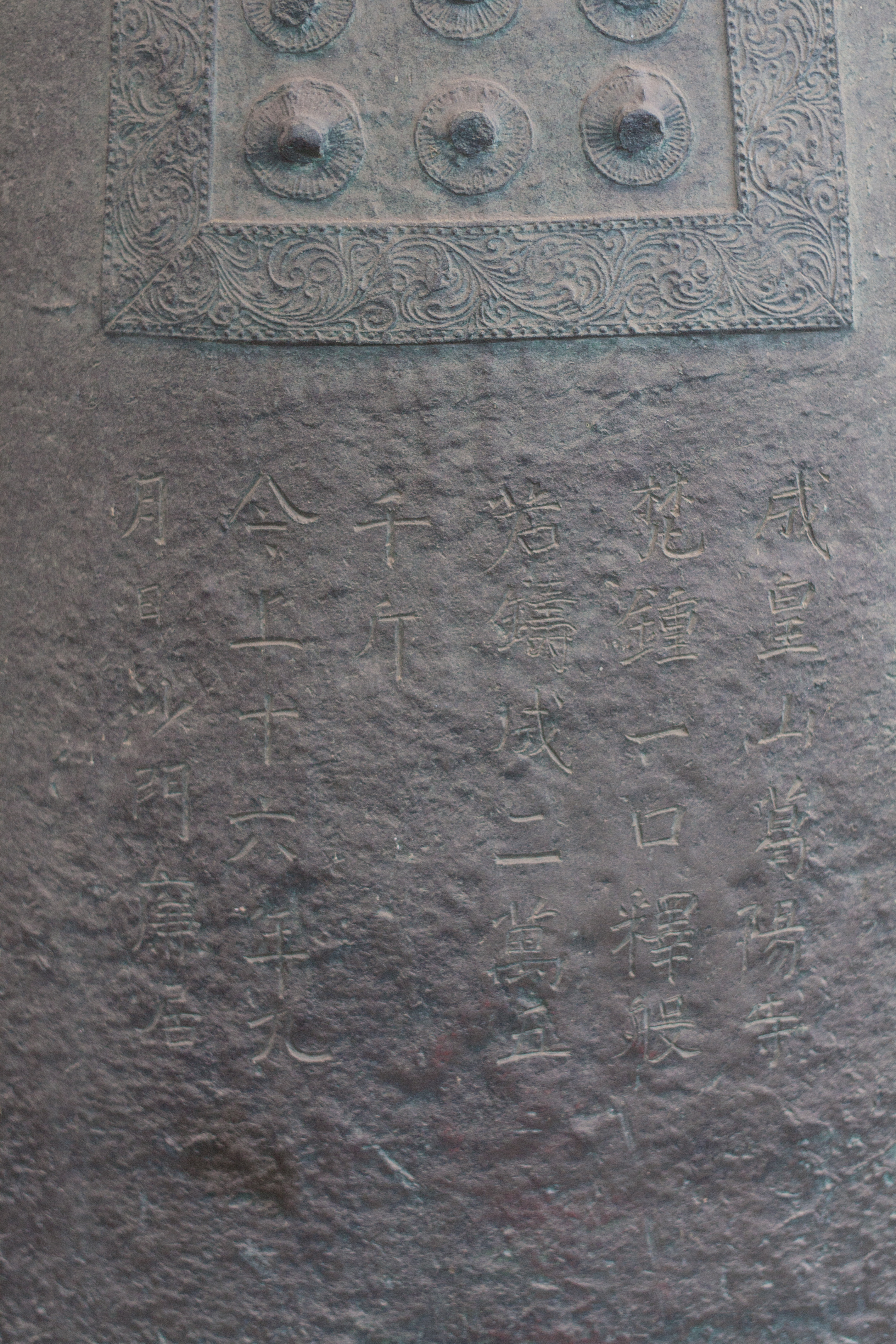
새겨진 글
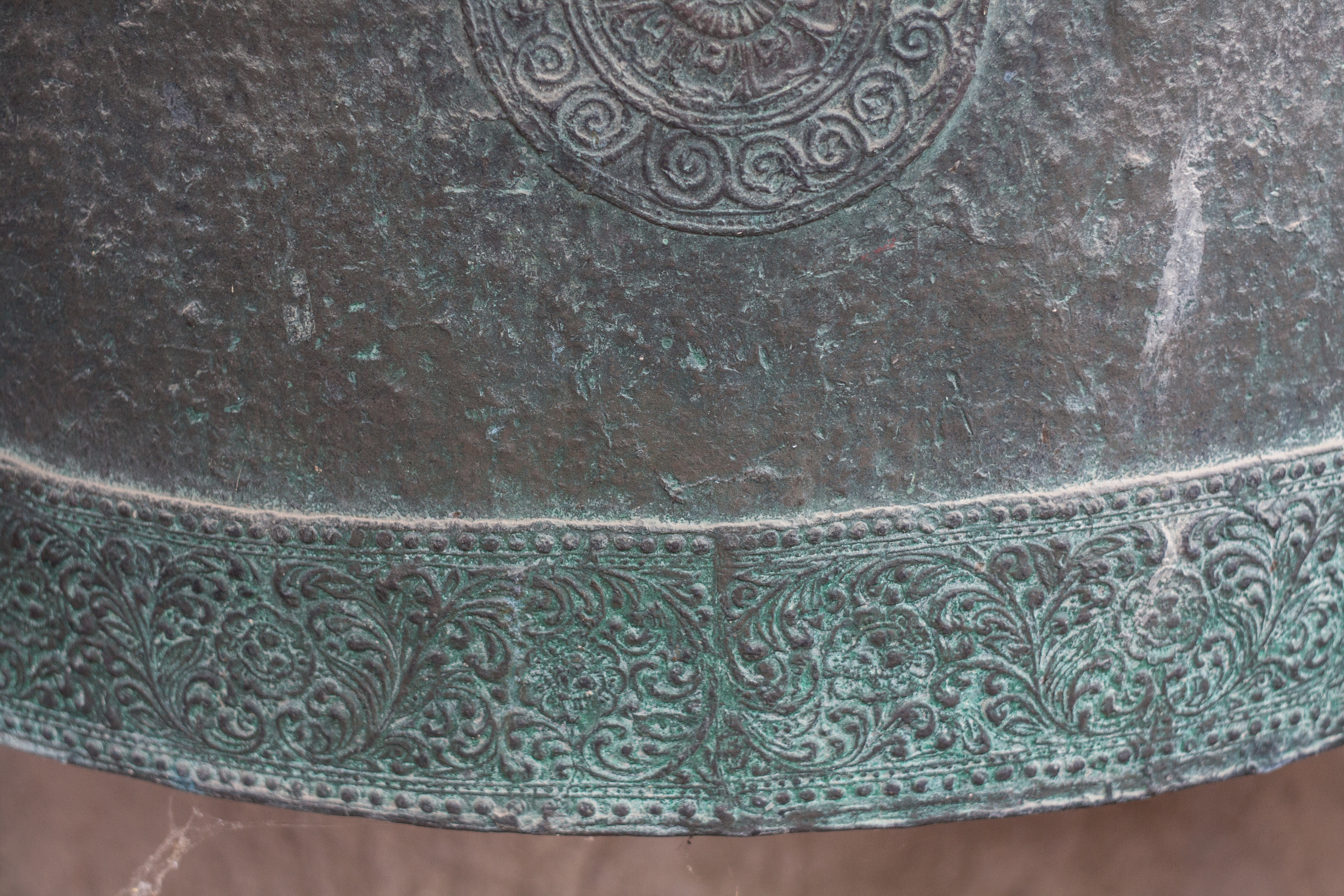
아랫 부분

## 같이 보기
- 용주사

- 화성 용주사 동종 - 국가유산청 국가유산포털